# Rupia
Rupia (sanskr. rūpja = „srebro”) – nazwa jednostki monetarnej kilku państw azjatyckich (Indie, Sri Lanka, Nepal, Pakistan, Indonezja) oraz wyspiarskich krajów na Oceanie Indyjskim (Malediwy, Seszele, Mauritius). Dzieli się na 100 jednostek mniejszych o różnych nazwach w poszczególnych krajach (pajs, sen, laria lub cent).
- rupia indonezyjska – Rupiah
- rupia indyjska – Rupii
- rupia malediwska
- rupia maurytyjska
- rupia nepalska
- rupia pakistańska
- rupia seszelska
- rupia lankijska